# James Larry Strong
James Larry Strong, noto anche con lo pseudonimo di Jimmy (Atlanta, 29 novembre 1918 – Amsterdam, 21 novembre 2007), è stato un giocatore di baseball, allenatore di baseball, cestista, allenatore di pallacanestro, giocatore e allenatore di football americano e allenatore di atletica statunitense.
Pioniere degli sport americani in Italia, è stato inserito dalla FIBS nella Hall of Fame nel 2006, nella categoria Tecnici.

## Carriera
Praticò con successo baseball e basket già all’Università di Atlanta, dove si laureò in psicologia. Arrivò in Italia con l’esercito alleato in occasione dello sbarco di Anzio, nel 1944. Ben presto riprese a giocare a Livorno, dove militò nell’US Livorno di pallacanestro nella stagione 1947-1948. Il neopromosso Gira si aggiudicò le sue prestazioni per le annate seguenti: fu il primo statunitense tesserato in una società felsinea. Contestualmente, Strong vinse con la Libertas Bologna il primo scudetto del baseball italiano e, alle Olimpiadi di Londra, allenò Harrison Dillard che conquistò la medaglia d’oro nei 100 m.
Nel 1949 ebbe una media di battuta pari a .750, mentre nel 1954 l’avrebbe migliorata con .850. Nel frattempo, al Gira svolse il doppio ruolo di giocatore ed allenatore, riuscendo a mantenere la squadra nella prima metà del massimo campionato. Nel biennio 1951-1952 avvenne una nuova esperienza, in Svizzera, dove fu allenatore della Nazionale di pallacanestro che portò alle Olimpiadi di Helsinki, nelle quali allenò anche la staffetta statunitense 4x100 che vinse l’oro.
Tornato in Italia, nel 1953 ricoprì lo stesso doppio ruolo del Gira anche nelle Calze Verdi di Casalecchio, formazione di baseball. Fu ingaggiato soltanto come allenatore della Virtus Bologna: raggiunse il secondo posto nel campionato 1952-1953, ma nel successivo fu presto licenziato. Passò quindi sulla panchina della neopromossa Cantù, dove fu anche giocatore nonché il primo straniero tesserato, ma l’esperienza durò poco tempo per via di un diverbio con Isidoro Marsan.
Fu nominato allenatore della Nazionale di baseball italiana, con cui vinse il bronzo sia agli Europei 1956 sia a quelli del 1957: in quest'anno ebbe l'incarico di tenere, da docente, il Primo Corso Allenatori. Sul finire degli anni cinquanta continuò l’attività nel baseball in società milanesi, la Libertas Inter e la Pirelli: il suo ritiro da giocatore avvenne nel 1962. Proseguì però il suo lavoro di allenatore nella Fortitudo Baseball di Bologna, dove rimase tre anni dopo che era stata promossa in Serie A nel 1963. Vi tornò nel 1972, portando la squadra alla vittoria del suo secondo scudetto.
In seguito, nel 1976, si trasferì nei Paesi Bassi, dove allenò in diversi sport: baseball, softball, basket, football americano e pugilato. In particolare, nel 1978 ottenne la panchina degli Amsterdam Pirates, in Eerste Klasse, la seconda divisione del campionato olandese. Si occupò ancora di football e pallacanestro per anni, risiedendo per il resto della vita ad Amsterdam.

## Palmarès

### Giocatore
- Campionati italiani: 1

Libertas Bologna: 1948

### Allenatore
- Campionati italiani: 1

Fortitudo: 1972